# Monocystis telepsavi
Monocystis telepsavi is een soort in de taxonomische indeling van de Myzozoa, een stam van microscopische parasitaire dieren. Het organisme komt uit het geslacht Monocystis en behoort tot de familie Monocystidae. Monocystis telepsavi werd in 1871 ontdekt door Stuart.